# 貿易中心站
貿易中心站（日语：／ Boeki Center eki */?）位於兵庫縣神戶市中央區磯邊通三丁目，是神戶新交通港灣人工島線的鐵路車站。車站編號為P02。

## 歷史
- 1981年（昭和56年）2月5日：港灣人工島線開業，本站隨之開業[1]。
- 1995年（平成7年）
  - 1月17日：由於阪神大地震發生，全線停止營業。
  - 7月31日：三宮站 - 中公園站間復駛。
- 2006年（平成18年）2月2日：快速列車開始運行，但不停靠本站(現已廢止快速列車)。
- 2018年（平成30年）1月30日：站內設置電梯[2]。

## 車站構造
本站設於國道2號的正上方，為島式月台1面2線的高架車站。
車站2樓為大廳，3樓為月台。站內設有電扶梯及電梯。
| 月台 | 路線          | 目的地               |
| ---- | ------------- | -------------------- |
| 1    | ■港灣人工島線 | 往 神戶機場 / 北埠頭 |
| 2    | ■港灣人工島線 | 往 三宮              |

## 使用狀況
2019年度的1日平均上車人次為1,773人，在神戶新交通的車站中排行第14，港灣人工島線中排行第9。
1989年（平成元年）後年度別1日平均上車人次的統計如下表。
| 年度               | 1日平均 上車人次 |
| ------------------ | ---------------- |
| 1989年（平成元年） | 573              |
| 1990年（平成02年） | 723              |
| 1991年（平成03年） | 1,016            |
| 1992年（平成04年） | 1,052            |
| 1993年（平成05年） | 1,252            |
| 1994年（平成06年） | 1,210            |
| 1995年（平成07年） | 952              |
| 1996年（平成08年） | 1,710            |
| 1997年（平成09年） | 1,499            |
| 1998年（平成10年） | 1,397            |
| 1999年（平成11年） | 1,296            |
| 2000年（平成12年） | 1,328            |
| 2001年（平成13年） | 866              |
| 2002年（平成14年） | 836              |
| 2003年（平成15年） | 836              |
| 2004年（平成16年） | 832              |
| 2005年（平成17年） | 837              |
| 2006年（平成18年） | 855              |
| 2007年（平成19年） | 962              |
| 2008年（平成20年） | 948              |
| 2009年（平成21年） | 997              |
| 2010年（平成22年） | 1,000            |
| 2011年（平成23年） | 1,058            |
| 2012年（平成24年） | 1,145            |
| 2013年（平成25年） | 1,153            |
| 2014年（平成26年） | 1,189            |
| 2015年（平成27年） | 1,262            |
| 2016年（平成28年） | 1,356            |
| 2017年（平成29年） | 1,499            |
| 2018年（平成30年） | 1,674            |
| 2019年（令和元年） | 1,773            |

## 車站周邊
- 神戶商工貿易中心大廈
- 神戶Sambo中心
- 磯上公園
  - Kobe Regatta and Athletic Club
- 神戶稅關[1]
- 舊國立生絲檢查所
- 舊神戶市立生絲檢查所[1]
- 新港貿易會館[1]
- 東遊園地
- 神戶市役所
- 國道174号（日本最短的國道）
- 神戶震災復興紀念公園[1]

### 公車路線
| 站牌       | 系統       | 目的地   | 營運公司   |
| ---------- | ---------- | -------- | ---------- |
| 貿易中心   | 66         | 幸福之村 | 神戶市巴士 |
| 神戶稅關前 | 西宮神戶線 | 阪神西宮 | 阪神巴士   |

## 相鄰車站
神戶新交通
港灣人工島線
三宮（P01）－貿易中心（P02）－客運港（P03）

## 外部連結
- 貿易中心站 （页面存档备份，存于） - 神戶新交通